# جبل العبادي
جبل العبادي أحد جبال مكة المكرمة , وهو بفتح العين وتشديد وفتح الباء , يعد الجبل أحد الجبال الشاهقة المرتفعة فهو يتوسط الحرم المكي الشريف , وكان في الجاهلية يسمى بالجبل الأحمر وهو أحد أخشبي مكة المكرمة ، وهو يقع في منطقة النقاء ويطل على السليمانية والفلق من الناحية الشرقية وعلى الحجون والعتيبية من الناحية الشمالية وعلى جرول وما يلحق به من الناحية الغربية وعلى حارة الباب وجبل قرن من الناحية الجنوبية , يمتد الجبل بشكل طولي من الحجون حتى المسجد الحرام من جهته الشامية , ويعلو الجبل في رأس قمته قلعة جبل العبادي والتي بنيت سنة 1374 هـ ، ووضع بجانبها ثلاث مدافع تضاف لها اثنتان في شهر رمضان المبارك وينطلق منها بشائر دخول الشهر الكريم والتنبيه للإفطار والسحور والإمساك ودخول عيد الفطر ونرجع سنه التسمية للعام 1028 هـ عندما سكنه أحد الصالحين ويدعى محمد بن أحمد بن عصبة العبادي ومات ودفن فيه .
  
وجبل العبادي يعد من الجبال التي وضعت تحت أنظار المطورين لمنطقة الحرم المكي فقد أخذ جزء منه من جهة الفلق لمشروع التوسعة والخدمات واقترب التطوير من الجبل من جميع جهاته عبر الأنفاق التي شقت صخوره ، وقد باشر مشروع الأنفاق عمله من عدة جهات فمن جهة الحجون يخترق طريق المشاة الجبل إلى الفلق , ومن جهة دحلة حرب تخترق الأنفاق طرفه الساكن إلى ريع الرسام ، ومن الفلق هناك أنفاق تتجه إلى جبل الكعبة.